# Aster flaccidus
Aster flaccidus là một loài thực vật có hoa trong họ Cúc. Loài này được Bunge mô tả khoa học đầu tiên năm 1835.